# 琉球雞屎樹
琉球雞屎樹（学名：Lasianthus fordii）为茜草科雞屎樹屬下的一个种。

## 扩展阅读
- 維基物種上的相關：琉球雞屎樹